# Kategoria e Parë 1945
Die Kategoria e Parë 1945 (sinngemäß: Erste Liga) war die achte Austragung der albanischen Fußballmeisterschaft und wurde vom nationalen Fußballverband Federata Shqiptare e Futbollit ausgerichtet. Die Saison begann am 2. September und endete am 26. Dezember 1945. Es war die erste Spielzeit nach einer siebenjährigen Unterbrechung des Spielbetriebs wegen des Zweiten Weltkriegs.

## Spielmodus
In der ersten Spielzeit der Kategoria e Parë nach dem Zweiten Weltkrieg umfasste die Liga zwölf Teams und damit mehr Teams wie in den bisherigen Saisons. Der Beginn der Spielzeit im September war so spät im Jahr wie noch nie seit Gründung der Liga 1930. Die letzte offizielle Spielzeit vor dem Krieg 1937 hatte der SK Tirana gewonnen.
Während des Krieges fanden 1939, 1940 und 1942 inoffizielle Titelkämpfe statt. 1939 und 1942 entschied diese Rekordmeister Tirana für sich, 1940 gewann KS Vllaznia Shkodra, das in den anderen beiden Jahren Vizemeister wurde.
Im Vergleich zu 1937 waren der damals eigentlich sportlich abgestiegene FK Tomori Berat und zudem Apolonia Fier sowie Shqiponja Gjirokastra neu dabei, die beide ihre erste Spielzeit in der Kategoria e Parë absolvierten. Mit Liria Korça und Ylli Shkodra kamen noch zwei Militärklubs hinzu, die neu gegründet worden waren und nach der Saison wieder aufgelöst wurden. Dragoj Pogradec und Bardhyli Lezha spielten nicht mehr in der Liga.
Die teilnehmenden Mannschaften wurden wie schon 1931 und während des Krieges in zwei Gruppen aufgeteilt, in denen die Teams zweimal gegeneinander antraten. Die beiden Gruppensieger spielten den Meistertitel in zwei Finalspielen aus.
Insgesamt fielen 211 Tore, was einem Schnitt von 3,4 Treffern pro Partie entspricht. Der Torschützenkönig ist wegen fehlender Aufzeichnungen nicht überliefert.

## Vereine
| Verein                 | Logo                          | Stadt       | Gruppe |
| ---------------------- | ----------------------------- | ----------- | ------ |
| KS Teuta Durrës        | Logo Teuta Durrës             | Durrës      | A      |
| Bashkimi Elbasan       | Logo KS Elbasani              | Elbasan     | B      |
| KS Skënderbeu Korça    | Logo Skënderbeu               | Korça       | B      |
| KS Vllaznia Shkodra    | Logo FK Vllaznia Shkoder      | Shkodra     | A      |
| SK Tirana              | Logo SK Tirana                | Tirana      | B      |
| KS Ismail Qemali Vlora | Logo Flamurtari Vlora         | Vlora       | A      |
| KS Besa Kavaja         | Logo KS Besa Kavajë           | Kavaja      | A      |
| Liria Korça            |                               | Korça       | A      |
| FK Tomori Berat        | Vereinslogo von FK Tomori     | Berat       | A      |
| Ylli Shkodra           |                               | Shkodra     | B      |
| Apolonia Fier          | Logo Apolonia Fier            | Fier        | B      |
| Shqiponja Gjirokastra  | Logo KS Luftëtari Gjirokastra | Gjirokastra | B      |

## Gruppe A
In der Gruppe A behielt Vllaznia Shkodra die Oberhand und zog in die Finalspiele ein. In den zehn Gruppenspielen musste der Klub nur zwei Gegentore hinnehmen und wies schließlich vier Punkte Vorsprung auf den Zweiten Besa Kavaja auf. Knapp dahinter lag Teuta Durrës als Dritter. Der Militärklub Liria Korça schloss die Staffel zwar als Vierter vor Ismail Qemali Vlora ab, wurde aber nach der Saison aufgelöst. Den letzten Platz der Gruppe belegte Tomori Berat, das 38 Gegentreffer kassierte.
| Pl. | Verein                 | Sp. | S | U | N | Tore    | Quote | Punkte |
| --- | ---------------------- | --- | - | - | - | ------- | ----- | ------ |
| 1.  | KS Vllaznia Shkodra    | 10  | 8 | 1 | 1 | 026:200 | 13,00 | 17:30  |
| 2.  | KS Besa Kavaje         | 10  | 5 | 3 | 2 | 021:700 | 3,00  | 13:70  |
| 3.  | KS Teuta Durrës        | 10  | 5 | 2 | 3 | 010:800 | 1,25  | 12:80  |
| 4.  | Liria Korça (N)        | 10  | 3 | 2 | 5 | 016:150 | 1,07  | 08:12  |
| 5.  | KS Ismail Qemali Vlora | 10  | 3 | 1 | 6 | 012:220 | 0,55  | 07:13  |
| 6.  | FK Tomori Berat        | 10  | 1 | 1 | 8 | 007:380 | 0,18  | 03:17  |

| (N) | Neuaufsteiger |

| Gruppe A               | KS Vllaznia Shkodra | KS Besa Kavaje | KS Ylli i Kuq Durrës | Liria Korça | KS Ismail Qemali Vlora | FK Tomori Berat |
| KS Vllaznia Shkodra    |                     | 1:0            | 1:0                  | 2:0         | 7:0                    | 9:0             |
| KS Besa Kavaje         | 0:0                 |                | 0:1                  | 2:1         | 2:0                    | 8:1             |
| KS Ylli i Kuq Durrës   | 0:1                 | 0:0            |                      | 2:2         | 2:0                    | 1:0             |
| Liria Korça            | 2:0                 | 1:3            | 1:2                  |             | 3:1                    | 5:1             |
| KS Ismail Qemali Vlora | 0:3                 | 1:1            | 2:0                  | 2:1         |                        | 4:0             |
| FK Tomori Berat        | 0:2                 | 1:5            | 0:2                  | 0:0         | 3:2                    |                 |

## Gruppe B
Titelverteidiger SK Tirana zog als Erster der B-Staffel mit 30 erzielten Treffern in die Finalspiele ein. Der Vorsprung des Hauptstadtklubs auf den Zweiten Skënderbeu Korça belief sich nach den zehn absolvierten Partien auf vier Punkte. Knapp hinter Korça kamen der Militärverein Ylli Shkodra, der nach Abschluss der Saison ebenfalls aufgelöst wurde, und Bashkimi Elbasan ein. Die beiden Neulinge Apolonia Fier und Shqiponja Gjirokastra erreichten die weiteren Plätze.
| Pl. | Verein                    | Sp. | S | U | N | Tore    | Quote | Punkte |
| --- | ------------------------- | --- | - | - | - | ------- | ----- | ------ |
| 1.  | SK Tirana                 | 10  | 7 | 2 | 1 | 030:600 | 5,00  | 16:40  |
| 2.  | KS Skënderbeu Korça       | 10  | 6 | 0 | 4 | 026:150 | 1,73  | 12:80  |
| 3.  | Ylli Shkodra (N)          | 10  | 5 | 1 | 4 | 029:150 | 1,93  | 11:90  |
| 4.  | Bashkimi Elbasan          | 10  | 4 | 2 | 4 | 014:170 | 0,82  | 10:10  |
| 5.  | Apolonia Fier (N)         | 10  | 3 | 1 | 6 | 008:280 | 0,29  | 07:13  |
| 6.  | Shqiponja Gjirokastra (N) | 10  | 2 | 0 | 8 | 006:320 | 0,19  | 04:16  |

| Gruppe B              | SK Tirana | KS Shkenderbeu Korça | Ylli Shkodra | Bashkimi Elbasan | KF Apolonia Fier | Shqiponja Gjirokastra |
| SK Tirana             |           | 1:0                  | 5:1          | 3:0              | 3:0              | 5:0                   |
| KS Skënderbeu Korça   | 3:2       |                      | 4:2          | 2:3              | 4:1              | 7:1                   |
| Ylli Shkodra          | 1:1       | 2:0                  |              | 3:1              | 12:0             | 5:1                   |
| Bashkimi Elbasan      | 1:1       | 1:3                  | 2:1          |                  | 2:2              | 2:0                   |
| Apolonia Fier         | 0:3       | 2:0                  | 1:0          | 0:2              |                  | 1:0                   |
| Shqiponja Gjirokastra | 0:6       | 0:3                  | 0:2          | 2:0              | 2:1              |                       |

## Finalspiele
Die beiden Gruppenersten SK Tirana und Vllaznia Shkodra trafen nach den Gruppenspielen in den in Hin- und Rückspiel ausgetragenen Finalspielen aufeinander. Im Hinspiel in Tirana sicherten zwei Tore in der 70. und 82. Spielminute den Gästen die sehr gute Ausgangsposition. Im Rückspiel am zweiten Weihnachtsfeiertag in Shkodra konnte Vllaznia erneut 2:1 siegen und errang damit die erste offizielle Meisterschaft der Klubgeschichte, nachdem man schon vor dem Krieg zweimal in Folge Vizemeister geworden war. Gleichzeitig wurde die Vorherrschaft des SK Tirana, der bis dahin sechs von sieben möglichen Titeln geholt hatte, durchbrochen.
| Datum             |                     | Ergebnis  |                     | Torschützen                                                  | Ort     |
| ----------------- | ------------------- | --------- | ------------------- | ------------------------------------------------------------ | ------- |
| 23. Dezember 1945 | SK Tirana           | 1:2 (0:0) | KS Vllaznia Shkodra | 0:1 Barbullushi (70.), 0:2 Juka (82.), 1:2 Biçaku (88.)      | Tirana  |
| 26. Dezember 1945 | KS Vllaznia Shkodra | 2:1 (1:1) | SK Tirana           | 1:0 Vasija (10.), 1:1 Fagu (28., Elfmeter), 2:1 Smajli (86.) | Shkodra |
| Gesamt:           | SK Tirana           | 2:4       | KS Vllaznia Shkodra |                                                              |         |

## Die Mannschaft des Meisters Vllaznia Shkodra
| 1.                       | Vllaznia Shkodra |
| Logo FK Vllaznia Shkoder | Dode Tahiri, Shaban Abdija, Muhamet Dibra, Muc Koxhja, Prenge Gjeloshi, Beqir Osmani, Latif Alibali, Bimo Fakja, Mustafa Nehani, Met Vasija, Adem Smajli, Ernest Halepiani, Loro Boriçi, Xhelal Juka, Zyhdi Barbullushi – Trainer: Ibrahim Dizdari. |